# دونا کوکاین
دونا کوکاین (انگلیسی: Donna Cockayne؛ زادهٔ ۲۶ مارس ۱۹۸۹) بازیکن فوتبال اهل استرالیا است.